# 土佐入野駅
土佐入野駅（とさいりのえき）は、高知県幡多郡黒潮町入野にある、土佐くろしお鉄道（TKT）中村線の駅である。駅番号はTK37。
全特急列車が停車する。

## 歴史
- 1970年（昭和45年）10月1日：国鉄中村線土佐佐賀駅 - 中村駅間延伸時に開設[1]。無人駅[2]。
- 1987年（昭和62年）4月1日：国鉄分割民営化に伴い、JR四国の駅となる[3]。
- 1988年（昭和63年）4月1日：中村線が第三セクター土佐くろしお鉄道へ転換、同社の駅となる[3]。
- 2004年（平成16年）4月1日：簡易委託解除、終日無人駅化[4]。

## 駅構造
単式ホーム1面1線を有する地上駅。

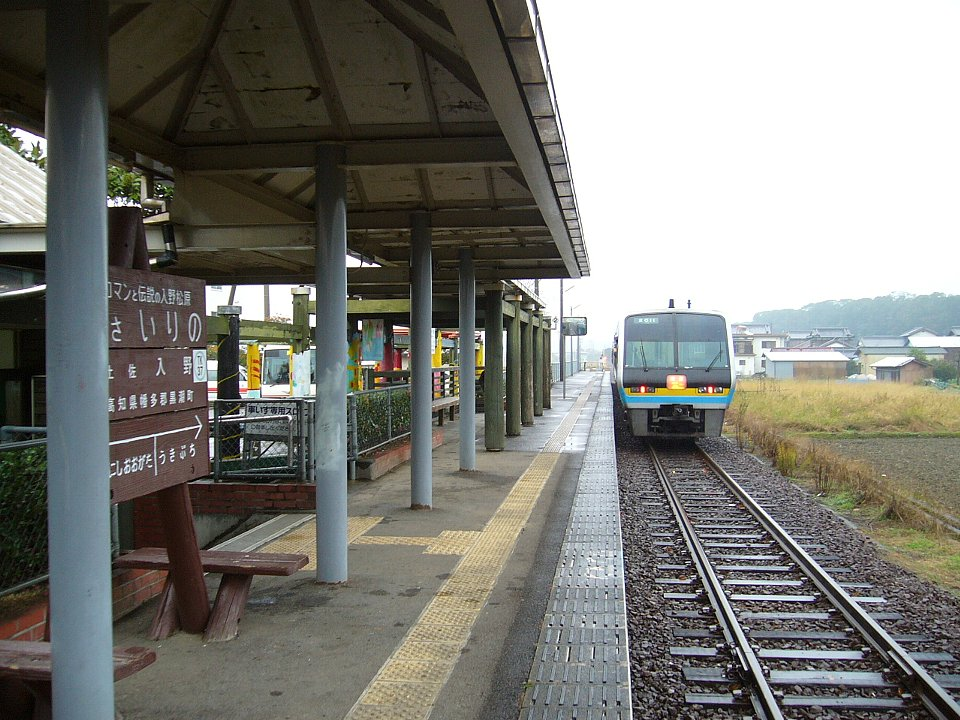
ホーム

無人駅。駅舎はロッジ風で、以前は喫茶店が併設されていた。

## 利用状況
近年の1日平均乗降人員の推移は以下の通り。
| 乗降人員推移 | 乗降人員推移 |
| 年度         | 1日平均人数  |
| ------------ | ------------ |
| 2011年       | 262          |
| 2012年       | 242          |
| 2013年       | 247          |
| 2014年       | 236          |
| 2015年       | 226          |
| 2016年       | 208          |
| 2017年       | 188          |
| 2018年       | 159          |

## 駅周辺
駅から見て西側にある入野集落は黒潮町の政治経済の中心。東側は入野松原があり、その向こうは長い砂浜が続いている。利用者は四万十市の学校へ通う生徒が多い。
- 入野松原
- 砂浜美術館
- 上林暁文学館
- 黒潮町役場
- 中村警察署黒潮駐在所
- 大方郵便局
- 高知県立大方高等学校（大方商業高校から改編）
- 黒潮町立入野小学校
- 高知県農業協同組合入野支所
- 幡多信用金庫入野支店
- 国道56号
- 土佐西南大規模公園大方地区
  - 土佐西南大規模公園体育館

## バス路線
バス停名は「入野駅」。以下の各路線が発着する。
| 主要経由地             | 行先   | 運行会社     | 備考       |
| ---------------------- | ------ | ------------ | ---------- |
| 田野口橋、一条通       | 中村駅 | 高知西南交通 |            |
| 田野口橋、中村駅       | 一条通 | 高知西南交通 |            |
| 田野口橋               | 馬荷   | 高知西南交通 |            |
| 田ノ浦、一条通         | 中村駅 | 高知西南交通 | 土休日運休 |
| 鞭、上川口駅通、佐賀   | 佐賀駅 | 高知西南交通 |            |
| 鞭、上川口駅通、仲分川 | 伴太郎 | 高知西南交通 |            |
| 鞭                     | 湊川   | 高知西南交通 | 土休日運休 |

## 隣の駅
土佐くろしお鉄道
■中村線
- 特急「しまんと」「あしずり」停車駅

■普通
浮鞭駅 (TK36) - 土佐入野駅 (TK37) - 西大方駅 (TK38)